# Station Otsuka
Station Ōtsuka  (大冢駅, Ōtsuka-eki) is een treinstation op de Yamanote-lijn in Toshima (Tokio) in Japan. Het wordt uitgebaat door East Japan Railway Company (JR East). Station Otsuka Ekimae (大冢駅前停留场, Otsuka Ekimae teiryūjō) dat zich onder Station Otsuka bevindt is een stopplaats op de Toden Arakawa-lijn. In 2003 werd Station Otsuka dagelijks door gemiddeld 54532 mensen gebruikt.

## Lijnen
- Yamanote-lijn
- Toden Arakawa-lijn (tram)